# ウィラード・A・ハンナ
ウィラード・A・ハンナ（Willard Anderson Hanna, 1911年8月3日 - 1993年10月5日）は、アメリカ合衆国の海軍軍人、外交官、歴史学者。沖縄戦後から約1年間、米国海軍軍政府教育担当官として沖縄の教育・文化の振興に尽力した。
東南アジアに関する歴史やフィクションの著作家で、教師でもあった。政治学、歴史学、歴史小説の著作がある。エイドリアン・ヴィッカースと共著で『バリ島年代記』を著した。また共著で『テルナテ島およびティドレ島における混乱の日々』を著した。

## 生涯
ペンシルバニア州クロス・クリークで生まれる。1932年、オハイオ州ウースターのウースター大学を卒業。中国の上海や杭州で4年間英語を教えた後、オハイオ州立大学で修士を、1939年、ミシガン大学でPh.Dを取得する。1942年、海軍に入隊し、コロラド大学の日本語学校、次いでコロンビア大学の海軍軍政学校で学ぶ。
1945年4月1日の沖縄上陸作戦には少佐として参加、その後1年以上沖縄に留まった。そこでの仕事には学校建設の援助も含まれていた。その後はマニラ、東京、ジャカルタで国務省の仕事に従事し、そこでUSISの事務所を立ち上げ、7年間運営した。1952年、ワシントンD.C.の国防大学を卒業し、東京のアメリカ大使館の情報将校として配置される。1954年に国務省を辞め、1976年に引退するまで、ジャカルタ、クアラルンプール、シンガポール、香港でAmerican Universities Field Staff Inc.で働く。妻はMarybelle Bouchard。ハンナは1993年、ニューハンプシャー州ハノーバーで82歳で死去した。

## 沖縄での事跡
ハンナは1945年から1946年までの1年間、琉球列島米国軍政府の文教部長を務め、戦後沖縄の最初期に大きな足跡を残した。最初の仕事は、戦火で荒廃した中から沖縄芸能人を集め、収容所を慰問させたことであった。また、画家を東恩納の沖縄諮詢会文教部の技官として雇ったが彼らは後にニシムイ美術村に集い、沖縄の芸術復興の原動力になった。

戦後の沖縄学の第一人者となった外間守善は、前田高地の戦いを経験し、その後、屋嘉捕虜収容所で共に収容されていた宮城嗣吉のつてで沖縄諮詢会文化部の書記として働いたが、彼はハンナが率いた文教部の仕事をこのように回想している。
また、1945年中に、石川の東恩納に焼け残った美術品を集めて「沖縄陳列館」を、それを引き継ぐ形で「東恩納博物館」を小規模ながら設置した。これが現在の沖縄県立博物館・美術館の始まりである。教育の面では1945年5月7日に戦後初の学校となる「石川学園」を開校している。さらに8月1日には軍政府の近くに「沖縄教科書編修所」(Okinawa Textbook Compilation Offce)を設け、旧県立二中校長の山城篤を探し出し、「日本的教材の禁止」・「超国家主義教材の禁止」・「軍国主義教材」の禁止の方針で教科書編集を命じた。8月中旬には司令部教育課が設置され、次第に内容が拡充されていった。

## 著書
- Destiny Has Eight Eyes (1941) Harper & Brothers, a novel set in China at the outbreak of World War II
- Bali Profile: People, Events, Circumstances 1001-1976 (Jun 1976)
- The Formation of Malaysia
- Eight Nation Makers
- Indonesian Banda: Colonialism and its aftermath in the Nutmeg Islands (1978)
- The Berkshire-Litchfield legacy: Litchfield, Ancram, Salisbury, Stockbridge, Lenox by (1984)
- Hikayat Jakarta (1988)
- Turbulent times past in Ternate and Tidore (1990)
- Bali Chronicles: A Lively Account of the Island's History from Early Times to the 1970's (Periplus Classics Series) by * * * *Willard A. Hanna and Adrian Vickers (November 15, 2004)